# Монья
Монья — деревня в Вавожском районе Удмуртии, входит в состав муниципального образования «Брызгаловское». На территории деревни находится памятник Воину Великой Отечественной войны.

## География
Располагается в 25 км западнее Вавожа.

## История
Проживание людей на территории деревни имеет древние корни, и название произошло от названия родовой группы Монья.

## Население
| 2010 | 2012 |
| ---- | ---- |
| 227  | ↘225 |